# بيلة سوار (بل دشت)
بيلة سوار هي قرية في مقاطعة بل دشت، إيران. يقدر عدد سكانها بـ 569 نسمة بحسب إحصاء 2016.